# Ussuriana
Ussuriana — род дневных бабочек из семейства голубянок (Lycaenidae), распространённый на территории Юго-Восточной Азии.

## Описание
Бабочки небольшого размера. Длина переднего крыла 16—18 мм. Усики булавовидные. Щупики короткие. Основания усиков без волосистых кисточек. Передние лапки самцов несегментированные. Задние голени с одной парой шпор или без неё. Верхняя сторона крыльев светло-оранжевая либо буро-коричневая. Плечевой жилки на крыльях — нет. Бахромка крыльев одноцветная. Задние крылья с хвостиком или зубцом. Гусеницы ведут одиночный и скрытный образ жизни.

## Виды
- Ussuriana choui Wang & Fan, 2000
- Ussuriana fani Koiwaya, 1993
- Ussuriana igarashii Wang & Owada, 2009
- Ussuriana michaelis (Oberthür, 1880)
- Ussuriana plania Wang & Ren, 1999
- Ussuriana stygiana (Butler, 1881)
- Ussuriana takarana (Araki & Hirayama, 1941)